# Peter Montgomery (Mathematiker)

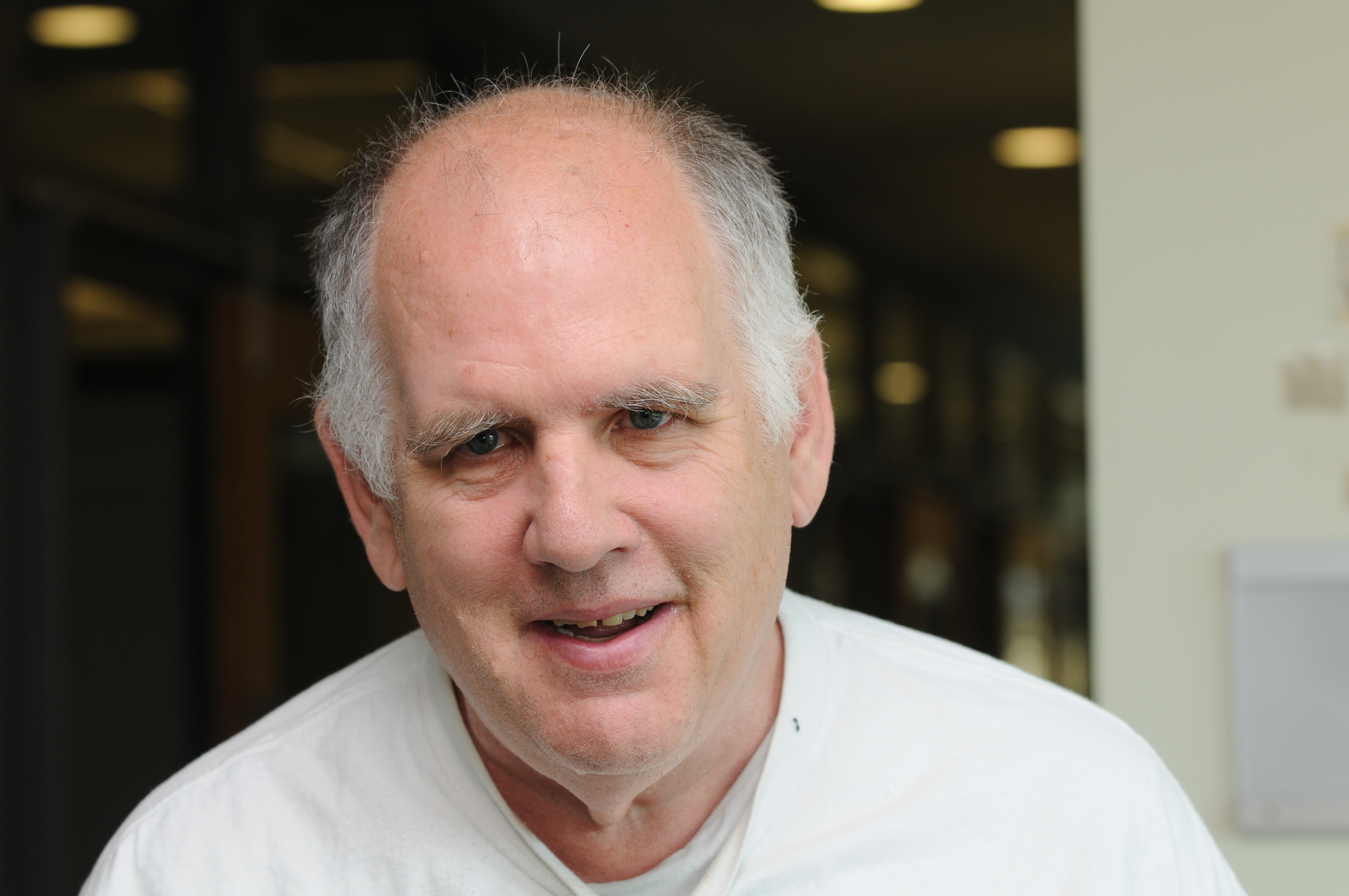
Peter Montgomery 2009

Peter Lawrence Montgomery (* 25. September 1947 in San Francisco, Kalifornien; † 18. Februar 2020 in Pong) war ein US-amerikanischer Mathematiker, der sich mit Kryptographie und Algorithmischer Zahlentheorie beschäftigte.
1967 war er Putnam-Gewinner an der University of California, Berkeley, wo er 1969 seinen Bachelor-Abschluss machte und 1971 seinen Master-Abschluss. Er promovierte 1992 an der University of California, Los Angeles bei David Cantor (An FFT Extension of the Elliptic Curve Method of Factorization) und war danach Assistant-Visiting-Professor an der Oregon State University. Montgomery war 17 Jahre lang bei Unisys und ab 1998 Wissenschaftler bei Microsoft Research. In den 1990er Jahren und 2000er Jahren arbeitete er auch am Centrum Wiskunde & Informatica in Amsterdam.
In seiner Dissertation 1992 verbesserte er die Faktorisierungsverfahren mit elliptischen Kurven (eingeführt von Hendrik Lenstra) mit Hilfe der Schnellen Fourier-Transformation. Er verbesserte auch danach Faktorisierungsalgorithmen für große zusammengesetzte Zahlen, wie das Quadratische Sieb und das Zahlkörpersieb, deren Effizienz von Algorithmen der Linearen Algebra beeinflusst wird – 1995 entwickelte er zur Bestimmung des Kerns großer Matrizen über endlichen Körpern den Block-Lanczos-Algorithmus. Damit gelangen neue Rekorde der Faktorzerlegung großer Zahlen (er war an der Lösung der RSA-Challenges RSA-130 von 1996, RSA-140 und RSA-155 von 1999 beteiligt, die jeweils erste Preise erhielten, sowie an RSA-576 mit 174 Stellen im Jahr 2003, unter anderem mit Herman te Riele und Jens Franke).
1985 führte er eine effiziente Version der modularen Arithmetik für große Zahlen ein (Montgomery-Multiplikation bzw. Montgomery-Reduktion).
Bei Microsoft Research schrieb er den größten Teil der msbignum-Bibliothek für Windows Vista.

## Schriften
- An FFT extension of the elliptic curve method of factorization, University of California, Los Angeles 1992 (englisch; Dissertation; mit Lebenslauf; online (Memento vom 2. Mai 2014 im Internet Archive))

## Verweise
1. ↑  Nachruf
2. ↑  Bericht von Montgomery 1994 über die Faktorisierung einer 162-stelligen Zahl.
3. ↑  Benannt nach der Ähnlichkeit zum Lanczos-Verfahren für Eigenwertberechnungen großer dünn besetzter Matrizen. Montgomery: A block Lanczos algorithm for finding dependencies over GF(2), Eurocrypt 95, Lecture Notes in Computer Science Bd. 921, Springer, S. 106–120.
4. ↑  RSA-Challenge-Liste, Programm in algorithmischer Zahlentheorie am CWI (Memento vom 26. Januar 2011 im Internet Archive)
5. ↑  Montgomery: Modular Multiplication Without Trial Division, Math. Computation, Bd. 44, 1985, S. 519–521.

| Personendaten    | Personendaten                                   |
| ---------------- | ----------------------------------------------- |
| NAME             | Montgomery, Peter                               |
| ALTERNATIVNAMEN  | Montgomery, Peter Lawrence (vollständiger Name) |
| KURZBESCHREIBUNG | US-amerikanischer Mathematiker                  |
| GEBURTSDATUM     | 25. September 1947                              |
| GEBURTSORT       | San Francisco, Kalifornien                      |
| STERBEDATUM      | 18. Februar 2020                                |
| STERBEORT        | Pong                                            |